# Klaas de Rook
Klaas de Rook (Lemsterland, 19 december 1891 – Enschede, 21 maart 1952) was een klarinettist en oprichter van het Twentsch kamerorkest, nu het Orkest van het Oosten.

## Jeugd
De Rook werd geboren in Lemsterland. Zijn vader was Klaas de Rook senior (moeder Wiebigje Doeve), die in Friesland bekend stond om zijn muziek en zijn politieke carrière. Zowel de broers van Klaas de Rook senior als die van De Rook junior, waaronder Lourens de Rook, maakten van muziek hun carrière. Er heeft zelfs korte tijd een familieorkest bestaan. De Rook speelde ook piano en cello en in 1910 werd hij benoemd tot cellist van het Residentieorkest. In 1915 werd hij dirigent van het Stedelijk Orkest te Zwolle.

## Overijssels Philharmonisch Orkest
Wanneer de oprichting van het Twentsch Kamerorkest precies plaatsvond is onduidelijk. Naar alle waarschijnlijkheid is het orkest langzaam gegroeid en uitgebreid. De meningen verschillen tussen 1927, 1928 en 1933. Duidelijk is wel dat Klaas de Rook het Twentsch kamerorkest oprichtte en dat het na uitbreiding in 1954 het Overijssels Philharmonisch Orkest ging heten. Deze professionalisering heeft De Rook niet meer meegemaakt; hij stierf in 1952. De Rook was tevens dirigent bij Toonkunst Hengelo, Semper Crescendo in Oldenzaal en Armonia in Hengelo.

## Oorlogsjaren
In de Tweede Wereldoorlog huisvestte De Rook joodse onderduikers. Ook gebruikte hij zijn cellokist om distributiebonnen en voedsel te smokkelen. Tijdens de bezetting bleef De Rook huiskamerconcerten geven. Dit deed hij samen met collega's die geen lid waren geworden van de Kultuurkamer, opdat zij nog enig inkomen zouden hebben.

## Huwelijk en kinderen
De Rook trouwde met Ans van Leeuwen. Zij speelde onder andere in het Twents Kamerorkest. Zij kregen drie kinderen die eveneens muzikaal waren: Jo speelde hobo, Wia klavecimbel en Nanne was in het leger trombonist bij de stafmuziek. 

## Trivia
- In Hengelo is een straat naar hem vernoemd.
- Op 16 mei 1957 werd een plaquette ter nagedachtenis aan De Rook onthuld in de Twentse Schouwburg in Enschede.